# 笹浦暢大
笹浦 暢大（ささうら のぶひろ、男性、1977年8月22日 - ）は、日本の演出家・プロデューサー・舞台監督。うなぎ計画主宰・日本演出者協会会員・日本演劇教育連盟会員・株式会社KとSCEO。

## 略歴
- 1977年　北海道釧路市生まれ、神奈川県藤沢市で育つ。
- 2002年　うなぎ計画旗揚げ
- 2006年　ラゾーナ川崎プラザソルテクニカルディレクター
- 2007年　日独青少年指導者交流セミナーで訪独
- 2008年　ラゾーナ川崎プラザソル運営技術統括
- 2008年　朗読劇「えほんをよむ」でＮＰＯ法人市民文化パートナーシップかわさき顕彰事業2008 受賞
- 2010年　神奈川県演劇連盟理事
- 2011年　劇作家の河田唱子とともに「もじゃもじゃ頭とへらへら眼鏡」結成（代表・青木和幸）
- 2012年　ラゾーナ川崎プラザソルをやめてフリーに
- 2012年　ミュージカルプロジェクトin神奈川『M.PinK』結成
- 2013年　SHOTGUN produce 結成
- 2014年　劇王神奈川Ⅲ優勝、劇王天下統一大会2015〜ベイシティロワイヤル in KAAT〜3位
- 2015年　劇王神奈川Ⅳ優勝
- 2016年　神奈川かもめ短編演劇祭3位
- 2017年　地劇ミュージカルコンペ最優秀賞

## 演出作品
- 私と家族と蝉の声（2002年）　作 糠信卓也　STスポット
- レンジャーレンジャー～♪ひとりじゃないって素敵なことね♪～（2003年）　作 三木直史（劇団蒼生樹）　川崎H&Bシアター
- 僕らのヒーロー大辞典～HERO is Very Important in my life～（2006年）　作 僕らのヒーロー大辞典製作委員会
- 僕らのヒーロー　相鉄本多劇場
- 熱闘!!飛龍小学校パワード（2007年）　作 西田シャトナー　ラゾーナ川崎プラザソル
- 河童沼のハス（2007年）　作 佐々木貴行　ラゾーナ川崎プラザソル 他
- 花火の夜に（2007年）　作 佐々木貴行　ラゾーナ川崎プラザソル 他
- ブルーマンディ（2007年）　作 渡辺キョウスケ　ラゾーナ川崎プラザソル
- すいすいさららいずみちゃん（2008年）　作　佐々木貴行　ラゾーナ川崎プラザソル 他
- 扉のむこう〜Certain one story The Crasutacea 〜（2008年）　作 ささぼう　ラゾーナ川崎プラザソル
- かっぱどっくり（2008年）　茅ヶ崎市民話　ラゾーナ川崎プラザソル 他
- がんばれ！ザリガニンジャ（2008年）　作 佐々木貴行　ラゾーナ川崎プラザソル 他
- おしゃれなカメレオン（2008年）　作 南雲りえ・佐々木貴行　ラゾーナ川崎プラザソル 他
- 桃太郎（2009年）　作 三木直史(劇団蒼生樹)　ラゾーナ川崎プラザソル
- 80日間世界一周と3か月（2009年）　作 伊藤裕一（お座敷コブラ）ラゾーナ川崎プラザソル
- ニセモノニンゲン（2010年）　作 伊藤裕一（お座敷コブラ））ラゾーナ川崎プラザソル
- ひかりのはなし（2010年）　作 佐々木貴行　ラゾーナ川崎プラザソル
- まつりの前〜まさかりが淵の新たな伝説 〜（2010年）　作 帯包麻菜
- ブルーマンディ（2011年）　作 渡辺キョウスケ　ラゾーナ川崎プラザソル
- 街挿話（2011年）　作 伊藤裕一（お座敷コブラ）　ラゾーナ川崎プラザソル
- どどつとどん（2011年）　原作 シビル・ウエッタシンハ　改訂 笹浦暢大　KAAT神奈川芸術劇場 大スタジオ
- 海に老いて（2011年）　作 笹浦暢大　神奈川県立青少年センター多目的プラザ
- リバーサイドシントツカジュククロニクル（2011年）　原作 帯包麻菜　作 河田唱子（へらへら眼鏡）
- 夕空満ちて（2011年）　作 河田唱子（へらへら眼鏡）　サルビアホール
- ぐりー（仮）（2012年）　作 河田唱子（へらへら眼鏡）・笹浦暢大　ラゾーナ川崎プラザソル
- くじらはおよぐ（2012年）　作 佐々木貴行　さかえ市民の森
- ハイパーアトラス（2012年）　作 河田唱子（へらへら眼鏡）　ラゾーナ川崎プラザソル
- ゴーストバス（2012年）　作 河田唱子（へらへら眼鏡）　都筑公会堂
- 真夏のトレジャー（2012年）　作 熊手竜久馬（M.PinK）　神奈川県立青少年センター 多目的プラザ
- セイムタイムネクストイヤー（2012年）　原作 バーナード・スレード　翻訳 青井陽治　新宿タイニイアリス
- 紙を撒く（2012年）　作 笹浦暢大　同撥新館・相鉄本多劇場
- ブルーシートチルドレン（2013年）　作 河田唱子（へらへら眼鏡）　ラゾーナ川崎プラザソル
- 消失（2013年）　作 ケラリーノ・サンドロヴィッチ （ナイロン100℃）　相鉄本多劇場
- 光る航跡（2013年）　作 熊手竜久馬（M.PinK）　神奈川県立青少年センター
- 蠅取り紙〜山田家の五人兄弟（2013年）　作 飯島早苗（自転車キンクリート）・鈴木裕美（自転車キンクリート）　神奈川県立青少年センター多目的プラザ
- 犬降る夜（2013年）  作 河田唱子（へらへら眼鏡）　神奈川県立青少年センター多目的プラザ・池袋GEKIBA
- 七福神の物語（2013年）　作 吉久直志（カプセル兵団）　池袋GEKIBA
- お願い神様！！（2013年）　作 ほさかよう（空想組曲）　池袋GEKIBA
- 狼たちの午睡（2013年）　作 柳井祥緒（十七戦地）　池袋GEKIBA
- 鍋パーティー（2013年）　作 河田唱子（へらへら眼鏡）　池袋GEKIBA
- ヒヨコマメスープの味（2014年）　作 河田唱子（へらへら眼鏡）　相鉄本多劇場
- 黎明の少年（2014年・2015年）　作  河田唱子（へらへら眼鏡）　神奈川県庁本庁舎大会議場
- 都会の女（2014年）　作 河田唱子（へらへら眼鏡）　神奈川県立青少年センター多目的プラザ・KAAT神奈川芸術劇場 大スタジオ
- ウキヨホテル（2015年）　作  河田唱子（へらへら眼鏡）　神奈川県庁本庁舎大会議場
- 天麩羅男と茶舞屋女（2015年）　作 河田唱子（へらへら眼鏡）　神奈川県立青少年センター多目的プラザ
- ピアノのある部屋（2015・2016年）　作 河田唱子（へらへら眼鏡）　神奈川県立青少年センター多目的プラザ・KAAT神奈川芸術劇場 大スタジオ
- 日本国横浜お浜様（2017年）　作 河田唱子（へらへら眼鏡）　神奈川県立青少年センターホール ※第１回神奈川県地劇ミュージカルコンペ最優秀賞
- もじゃもじゃ頭とへらへら眼鏡「ラクリーメロッセの読書会」（作 滝本祥生）　関東各地　2017年・2018年
- 神奈川県演劇連盟プロデュース「螺旋と蜘蛛」（作 緑慎一郎）神奈川芸術劇場大スタジオ　2017年
- もじゃもじゃ頭とへらへら眼鏡「Yokohama Music Revue Show」（原作河田唱子（へらへら眼鏡 （作演出） 振付 岸下香　2017年
- オリンピックパラリンピック1000日前イベント「セーリング・セービング・シンギング」湘南テラスモール　2017年
- 音楽朗読劇「すみれの花」（作 河田唱子（へらへら眼鏡）） 金井幼稚園　2018年
- 「くるくると死と嫉妬2018」（作 秦建日子）　中野テアトルBONBON 2018年
- MPInK「kanagawa music revue show」（（作演出） 作曲 まきりか・ミーウェル・小澤時史　振付 岸下香）溝ノ口劇場　2018年
- 伸こう福祉会「でこぼこ☆ピース」（作作曲 まきりか　振付 南流石）　鎌倉芸術館大ホール 2019年
- 「こと〜築地寿司物語〜完全版」 （作 きむらゆうか）　築地ブティストホール　2019年
- UKIYO HOTEL PROJECT「Ukiyo Hotel」　（作演出 河田唱子　※共同演出 作曲 田中和音 振付 巽徳子）2019年
- MPinK「kanagawa music revue show vol.3」（作 新本一洋 (作演出） 作曲 ミーウェル・田中和音・まきりか・久田菜美　振付 岸下香）　溝ノ口劇場 2019年
- MPinK「ごえん楽市スペシャルレビューショー」（作曲 田中和音） 中原市民館　2019年
- MPinK「クリスマスコンサート」 溝ノ口劇場　2019年・2020年
- WITH YOU「尊～1000万ドルの夜景～」 （作演出 作曲 元道俊哉） サンモールスタジオ・三宮シアターエートー 2020年
- オンラインアーティスト支援「オンラインステージ「SAKURA」[1]　youtubeライブ　2020年
- もじゃもじゃ頭とへらへら眼鏡「zoomで充電するリアリティ」[2]　youtubeライブ　2020年
- オンラインアーティスト支援「やっと会えたね現場でONライブ！ONライブで披露ライブ」[3]　溝ノ口劇場・イサオビル　2020年
- WITHYOU「尊～1000万ドルの夜景～それから」（(作演出) 作曲 元道俊哉) 溝ノ口劇場　2020年
- MPinK「川崎シビックパワーバトル2020 ミュージカルとデータの融合！川崎の魅力が楽しくわかる！全国大会報告会」（作曲 田中和音）　洗足学園音楽大学CINO　2020年
- MPInK「KAWASAKI TALKLIVE」（作曲 田中和音・真島聡史）　溝ノ口劇場　2020年
- Aya Arts Company「海老満月」 （作演出 茂木理　※共同演出 作曲小川史哲・菊田哲也・澤田俊輔・海老原秀昭・Konishi Rina ・Yann）　川崎市国際交流センター大ホール　2021年
- 朗読劇「ゴミが見える！」　（作 大門マキ）新宿文化センター　2021年